# Jouala
Jouala (franska: Jouala (CR), Jouala (Commune Rurale), arabiska: اجبيل) är en kommun i Marocko.   Den ligger i provinsen El Kelaâ des Sraghna och regionen Marrakech-Safi, i den norra delen av landet, 240 km söder om huvudstaden Rabat. Antalet invånare är 11 365.